# Masacre de Simele
La Masacre de Simele (en árabe: مذبحة سميل‎; en siríaco: ܩܛܵܠܥܲܡܵܐ ܕܣܸܡܹܝܠܹܐ, romanizado: Qtal'amma d'Simeleh) fue una masacre perpetrada por las fuerzas armadas del Reino de Irak durante la persecución sistemática de asirios en el norte de Irak en 1933. El término es utilizado para describir no solo la masacre en Simele sino también el asesinato múltiple que tuvo lugar en 63 pueblos asirios en los distritos de Nínive y Duhok que dieron lugar a la muerte de entre 3.000 y 6.000 asirios.

## Trasfondo

### Asirios de las montañas
La mayoría de los asirios afectados por las masacres eran adherentes de la Iglesia del Este (a menudo apodada nestoriana), que originalmente habitaba las regiones montañosas de Hakkari y Barwari que cubren partes de las provincias modernas de Hakkâri, Şırnak y Van en Turquía y la gobernación de Dohuk en Irak, con una población que oscila entre 75.000 y 150.000. La mayoría de estos asirios fueron masacrados durante el genocidio asirio de 1915, a manos de los turcos otomanos. El resto soportó dos marchas invernales a Urmia en 1915 y a Hamadan en 1918. Muchos de ellos fueron reubicados por los británicos en campos de refugiados en Baquba y más tarde en Habbaniyah, y en 1921 algunos se alistaron en las Levas asirias (una fuerza militar bajo el mando británico) que ayudó con la masacre de los kurdos durante las revueltas en curso en el Mandato británico de Mesopotamia. La mayoría de los asirios de Hakkari fueron reasentados después de 1925 en un grupo de aldeas en el norte de Irak. Algunas de las aldeas donde se asentaron los asirios fueron arrendadas directamente por el gobierno, mientras que otras pertenecían a terratenientes kurdos que tenían derecho a desalojarlos en cualquier momento.
En parte porque el ejército británico y las levas asirias lograron reprimir las revueltas kurdas cuando el ejército iraquí fracasó, creó un complejo de inferioridad entre algunos cuerpos iraquíes hacia los británicos y los asirios. El fin del mandato británico de Irak provocó un malestar considerable entre los asirios, que se sintieron traicionados por los británicos. Para ellos, cualquier tratado con los iraquíes debía tener en cuenta su deseo de una posición autónoma similar al sistema otomano Millet. Los iraquíes, por otro lado, sintieron que las demandas de los asirios eran, junto con los disturbios kurdos en el norte, una conspiración de los británicos para dividir Irak agitando a sus minorías.

### Independencia iraquí y crisis
Con la independencia de Irak, el nuevo líder espiritual-temporal asirio, Shimun XXI Eshai (Patriarca Católico de la Iglesia Asiria de Oriente), exigió una patria asiria autónoma dentro de Irak, buscando el apoyo del Reino Unido y presionando su caso ante la Liga de las Naciones en 1932. Sus seguidores planearon renunciar a las levas asirias y reagruparse como milicia, concentrándose en el norte y creando un enclave asirio de facto.
En la primavera de 1933, Malik Yaqu, un ex oficial de recaudación de fondos, participó en una campaña de propaganda en nombre del patriarca asirio Shimun XXI Eshai (o Mar Shimun), tratando de persuadir a los asirios de que no solicitaran la nacionalidad iraquí ni aceptaran el acuerdo que les ofrecía el gobierno central. Yaqu estaba acompañado por 200 hombres armados, lo que fue visto como un acto de desafío por las autoridades iraquíes. Sus actividades causaron angustia entre los kurdos y el gobierno iraquí comenzó a enviar tropas a la región de Dohuk para intimidar a Yaqu y disuadir a los asirios de unirse a su causa.
En junio de 1933, Shimun XXI Eshai fue invitado a Bagdad para negociar con Hikmat Sulayman, pero fue detenido allí después de negarse a renunciar a la autoridad temporal. Eventualmente sería exiliado a Chipre.

## Masacres

### Enfrentamientos en Dirabun
El 21 de julio de 1933, más de 600 asirios, liderados por Malik Yaqu, cruzaron la frontera hacia Siria con la esperanza de recibir asilo del Mandato francés de Siria. Sin embargo, fueron desarmados y denegados el asilo, y posteriormente se les entregaron armas ligeras y se les envió de regreso a Irak el 4 de agosto. Entonces decidieron entregarse al ejército iraquí. Mientras cruzaba el Tigris en la aldea asiria de Dirabun, estalló un enfrentamiento entre los asirios y una brigada del ejército iraquí. A pesar de la ventaja de la artillería pesada, los iraquíes fueron obligados a regresar a su base militar en Dirabun. Los asirios, convencidos de que el ejército los había atacado deliberadamente, atacaron un cuartel del ejército con poco éxito. Fueron conducidos de regreso a Siria a la llegada de aviones iraquíes. El ejército iraquí perdió 33 soldados durante los combates, mientras que los irregulares asirios sufrieron menos bajas. Los historiadores no se ponen de acuerdo sobre quién inició los enfrentamientos en la frontera. El inspector administrativo británico de Mosul, el teniente coronel R.R. Stafford, escribió que los asirios no tenían intención de chocar con los iraquíes, mientras que el historiador iraquí Khaldun Husry (hijo del destacado nacionalista árabe Sati 'al-Husri) afirma que fueron los hombres de Yaqu quienes provocaron al ejército en Dirabun. Husry apoyó los rumores de propaganda, que circularon en los periódicos nacionalistas iraquíes, de que los asirios mutilaban los cuerpos de los soldados iraquíes muertos. Esto enfureció aún más al público iraquí contra los asirios.

### Comienzo de las masacres

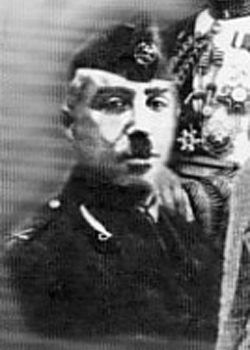
Bakr Sidqi dirigió el ejército iraquí durante la masacre de Simele.

Aunque todas las actividades militares cesaron el 6 de agosto de 1933, las historias exageradas de las atrocidades cometidas por los asirios en Dirabun y la propaganda y los rumores anticristianos persistentes insistían en que los cristianos estaban planeando volar puentes y envenenar el agua potable en las principales ciudades iraquíes. Según algunos historiadores, la agitación contra los asirios también fue alentada por el gobierno nacionalista árabe de Rashid Alí al-Gaylani, que lo vio como una distracción para la continua revuelta chií en la parte sur del país.
El ejército iraquí, dirigido por Bakr Sidqi, un experimentado general de brigada, un nacionalista iraquí, se trasladó al norte para aplastar la revuelta asiria. Las fuerzas iraquíes comenzaron a ejecutar a todos los hombres asirios encontrados en la región montañosa de Bekher entre Zakho y Duhok a partir del 8 de agosto de 1933. Los civiles asirios fueron transportados en camiones militares desde Zakho y Dohuk a lugares deshabitados, en grupos de ocho o diez, donde fueron fusilados con ametralladoras y atropellado por pesados vehículos blindados para asegurarse de que nadie sobreviviera.

### Saqueo de pueblos
Mientras se producían estos asesinatos, se alentó a las tribus kurdas, árabes y yazidis cercanas a saquear las aldeas asirias. El alcalde de Zakho alentó a las tribus kurdas de Gulli, Sindi y Selivani a saquear las aldeas al noreste de Simele, mientras que los yazidíes y los kurdos también asaltaron las aldeas asirias en Shekhan y Amadiya. La mayoría de mujeres y niños de esos pueblos se refugiaron en Simele y Dohuk.
El 9 de agosto, las tribus árabes de Shammar y Jubur comenzaron a cruzar hacia la orilla oriental del Tigris y atacaron las aldeas asirias en las llanuras al sur de Dohuk. Fueron impulsados principalmente por la pérdida de una gran parte de su propio ganado a causa de la sequía en los años anteriores.
Más de 60 aldeas asirias fueron saqueadas. Aunque las mujeres y los niños fueron abandonados en su mayoría para refugiarse en las aldeas vecinas, a veces los hombres eran detenidos y entregados al ejército, quien los fusilaba debidamente. Algunas aldeas fueron completamente incendiadas y la mayoría de ellas fueron habitadas más tarde por kurdos.

### Masacre de Simele

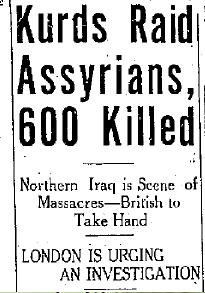
The Lethbridge Herald,
18 de agosto de 1933.

La ciudad de Simele se convirtió en el último refugio para los asirios que huían de las aldeas saqueadas. El alcalde de Zakho llegó con una fuerza militar los días 8 y 9 de agosto para desarmar la ciudad. Durante ese tiempo, miles de refugiados se congregaron alrededor del puesto de policía de la ciudad, donde los funcionarios les dijeron que estarían a salvo bajo la bandera iraquí. El 10 de agosto vio la llegada de saqueadores kurdos y árabes que, sin inmutarse por la policía local, se llevaron el trigo y la cebada recién cortados. Durante la noche del 10 al 11 de agosto, los habitantes árabes de Simele se unieron al saqueo. Los aldeanos asirios solo podían ver cómo sus vecinos árabes conducían sus rebaños ante ellos.
El 11 de agosto se ordenó a los aldeanos que abandonaran el puesto de policía y regresaran a sus hogares, lo que empezaron a hacer con cierto desgano. Mientras regresaban, llegaron soldados iraquíes en vehículos blindados, y la bandera iraquí que ondeaba sobre el puesto de policía fue retirada. Sin advertencia ni provocación evidente, las tropas comenzaron a disparar indiscriminadamente contra los indefensos asirios. Ismael Abbawi Tohalla, el oficial al mando, ordenó a sus tropas que no atacaran a las mujeres. Stafford, describe la masacre resultante de la siguiente manera:

Luego siguió una masacre metódica y a sangre fría de todos los hombres del pueblo, una masacre que, por la negra traición en la que fue concebida y la insensibilidad con la que se llevó a cabo, fue un crimen tan repugnante como cualquiera en los anales manchados de sangre del Medio Oriente. A los asirios no les quedaba lucha en ellos, en parte debido al estado de ánimo al que los habían reducido los acontecimientos de la semana pasada, en gran parte porque estaban desarmados. Si hubieran estado armados, parece seguro que Ismail Abawi Tohalla y sus bravos habrían dudado en enfrentarse a ellos en una lucha justa. Habiéndolos desarmado, procedieron con la masacre según el plan. Esto tomó algún tiempo. No es que hubiera prisa, porque las tropas tenían todo el día por delante. Sus oponentes estaban indefensos y no había posibilidad de interferencia de ningún lado. Los ametralladores colocaron sus armas fuera de las ventanas de las casas en las que los asirios se habían refugiado, y habiéndolos adiestrado contra los desdichados aterrorizados en las habitaciones abarrotadas, dispararon entre ellos hasta que no quedó un hombre en el caos. En algún otro caso, la sed de sangre de las tropas tomó una forma un poco más activa, y los hombres fueron sacados a rastras y fusilados o apaleados hasta matarlos y sus cuerpos arrojados sobre una pila de muertos.

En su descripción de la masacre, Mar Shimun, menciona que:

Las niñas fueron violadas y obligadas a marchar desnudas ante los comandantes iraquíes. Los niños fueron atropellados por vehículos militares. Las mujeres embarazadas fueron golpeadas con bayoneta. Los niños fueron arrojados al aire y perforados con las puntas de las bayonetas. Los libros sagrados se utilizaron para la quema de los masacrados.

El relato oficial iraquí -de que las bajas asirias se sufrieron durante una corta batalla con las tribus kurdas y árabes- ha sido desacreditado por todos los historiadores. Khaldun Husry afirma que la matanza en masa no fue premeditada y que la responsabilidad recae sobre los hombros de Ismael Abbawi, un oficial subalterno del ejército.
El 13 de agosto, Bakr Sidqi trasladó sus tropas a Alqosh, donde planeaba infligir una nueva masacre a los asirios que encontraron refugio allí.

## Consecuencias

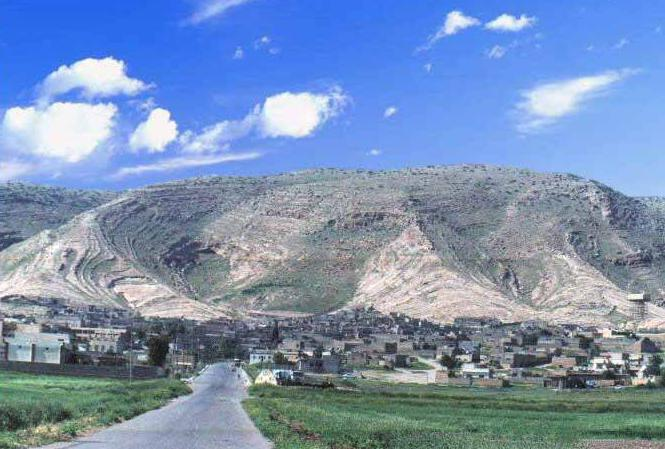
La ciudad asiria de Alqosh donde se planeó una masacre contra su población.

El 18 de agosto de 1933, las tropas iraquíes entraron en Mosul, donde fueron recibidos con entusiasmo por sus habitantes musulmanes. Se erigieron arcos triunfantes y se decoraron con melones perforados con dagas, que simbolizaban las cabezas de los asirios asesinados. El propio príncipe heredero Ghazi vino a la ciudad para otorgar los colores "victoriosos" a los líderes militares y tribales que participaron en las masacres y el saqueo. El sentimiento anticristiano estaba en su apogeo en Mosul, y los cristianos de la ciudad fueron confinados en gran parte a sus hogares durante todo el mes por temor a nuevas acciones de la multitud frenética.
Posteriormente, el ejército iraquí desfiló por las calles de Bagdad para celebrar sus victorias. Bakr Sidqi fue ascendido. Más tarde dirigió el primer golpe militar de Irak y se convirtió en primer ministro.
Inmediatamente después de la masacre y la represión del supuesto levantamiento asirio, el gobierno iraquí exigió un proyecto de ley de reclutamiento. Los miembros de las tribus iraquíes no asirias se ofrecieron a servir en el ejército iraquí para contrarrestar a los asirios. A finales de agosto, el gobierno de Mosul exigió que el gobierno central acabara "sin piedad" con la rebelión, eliminara toda influencia extranjera en los asuntos iraquíes y tomara medidas inmediatas para promulgar una ley para el servicio militar obligatorio. La semana siguiente, 49 jefes tribales kurdos se unieron en un telegrama pro conscripción al gobierno, expresando su agradecimiento por castigar a los 'insurgentes asirios', declarando que "una nación puede enorgullecerse de sí misma sólo a través de su poder y desde que se de este poder es el ejército ”, solicitaron el servicio militar obligatorio. Rashid Alí al-Gaylani presentó el proyecto de ley al parlamento, sin embargo, su gobierno cayó antes de que fuera legislado y el gobierno de Jamil al-Midfai promulgó el servicio militar obligatorio en febrero de 1934.
Desde el punto de vista de los nacionalistas, las levas asirias eran representantes británicos para ser utilizados por sus "amos" para destruir el nuevo estado iraquí a cuya independencia los británicos se habían opuesto sistemáticamente. Los británicos permitieron que sus tropas auxiliares asirias conservaran sus armas y les concedieron deberes y privilegios especiales: vigilar las instalaciones aéreas militares y recibir una paga más alta que los reclutas árabes iraquíes. Bajo la protección británica, las levas asirias no se convirtieron en ciudadanos iraquíes hasta 1924. Los nacionalistas creían que los británicos esperaban que los asirios destruyeran la cohesión interna de Irak al independizarse e incitar a otros como los kurdos a seguir su ejemplo.
Las masacres y los saqueos tuvieron un profundo impacto psicológico en los asirios. Stafford informó sobre su baja moral al llegar a Alqosh:

Cuando visité Alqosh personalmente el 21 de agosto, encontré a los asirios, como a los asirios en otros lugares, completamente presos del pánico. No solo estaban perturbados, sino que su espíritu estaba completamente quebrantado. Era difícil reconocer en su comportamiento acobardado a los orgullosos montañeros a quienes todo el mundo había conocido tan bien y admirado tanto durante los últimos doce años.

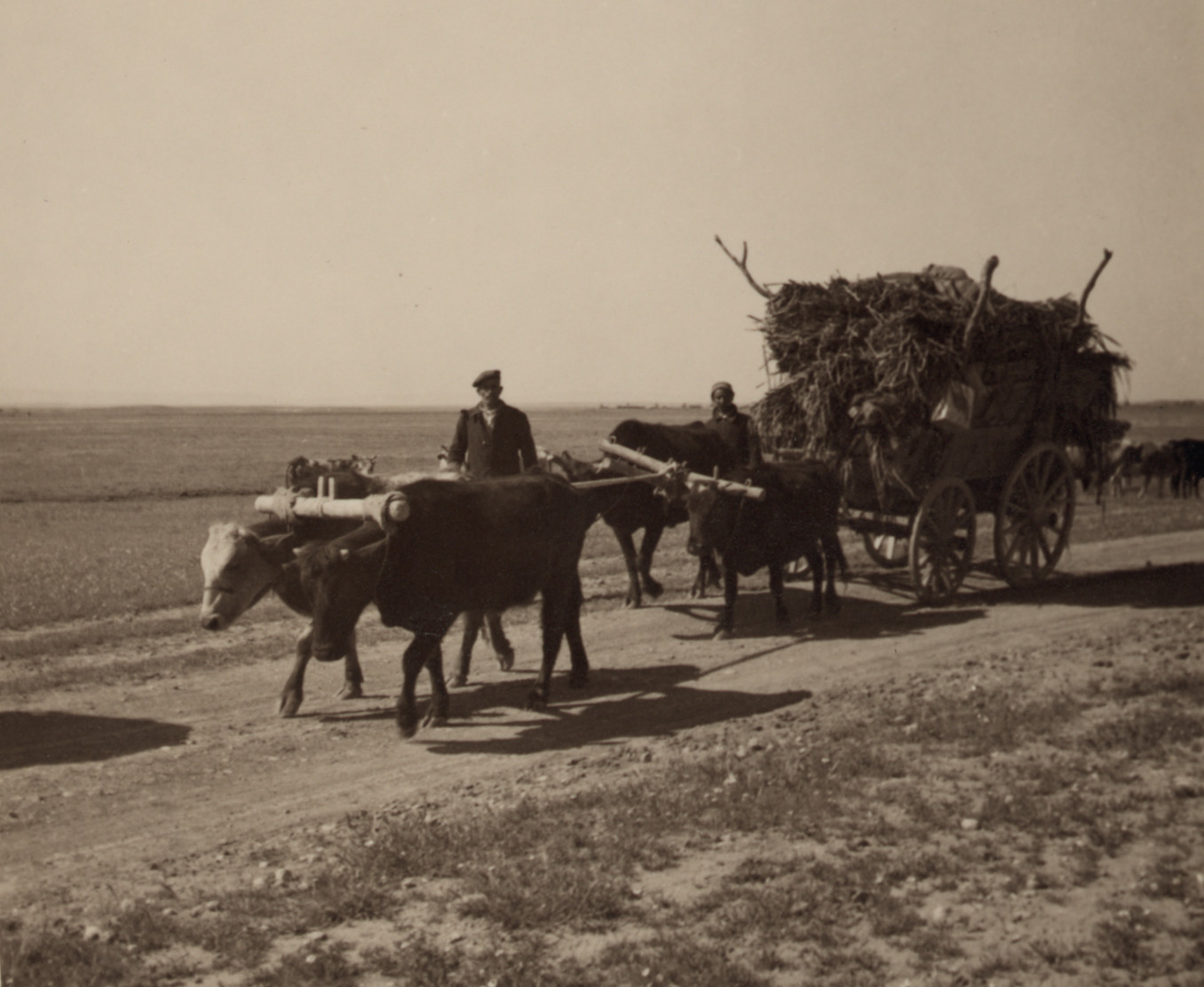
Refugiados asirios en una carreta que se trasladan a una aldea recién construida en el río Khabur en Siria.

Debido a la masacre, alrededor de 6.200 asirios abandonaron las llanuras de Nínive inmediatamente hacia el vecino Mandato francés de Siria, y más tarde se les unieron 15.000 refugiados en los años siguientes. Se concentraron en la región de Jazira y construyeron varias aldeas a orillas del río Khabur.
El rey Faysal, quien recientemente regresó a Irak de unas vacaciones médicas, estuvo muy estresado durante la crisis. Su salud se deterioró aún más durante los calurosos días de verano en Bagdad. El encargado de negocios británico lo recibió en pijama en cuclillas en su cama el 15 de agosto, donde negó que se hubiera cometido una masacre en Simele. Faysal volvió a salir de Irak el 2 de septiembre de 1933 en busca de un clima más fresco en Londres, donde murió cinco días después.
Mar Shimun, que había estado detenido desde junio de 1933, se vio obligado a exiliarse junto con su familia extendida, a pesar del desgano británico inicial. Fue trasladado en un avión de la RAF a Chipre el 18 de agosto de 1933, y a los Estados Unidos en 1949, lo que más tarde obligó al jefe de la Iglesia Asiria del Este a trasladarse a Chicago, donde permaneció hasta 2015. En 1948, Shimun se reunió con los representantes de Irak, Siria e Irán en Washington, pidiendo posteriormente a sus seguidores que "vivan como ciudadanos leales dondequiera que residan en el Medio Oriente" y renunciando a su papel de líder temporal y al papel nacionalista de la iglesia. Esto dejó un vacío de poder en la política asiria que fue llenado por la Alianza Universal Asiria en 1968.
La sede de la Iglesia Asiria de Oriente permaneció en los Estados Unidos incluso durante la época del Patriarca Mar Dinkha IV. Solo con el recién consagrado Patriarca Mar Gewargis III en 2015, la sede patriarcal de la Iglesia Asiria del Este regresó a Irak y se reubicó en el norte de Irak.

### Responsabilidad por las masacres
Fuentes oficiales británicas estiman el número total de todos los asirios asesinados durante agosto de 1933 en alrededor de 600, mientras que las fuentes asirias cifran la cifra en 3.000. Los historiadores no están de acuerdo en cuanto a quién fue el responsable de ordenar los asesinatos en masa. Stafford culpa a los nacionalistas árabes, principalmente a Rashid Alí al-Gaylani y Bakr Sidqi. Según él, los oficiales del ejército iraquí despreciaban a los asirios, y Sidqi en particular expresó su odio por ellos. Esta opinión también fue compartida por funcionarios británicos que recomendaron a Faysal que no lo enviara al norte durante la crisis.
Husry culpó a los asirios de iniciar la crisis y absolvió a Sidqi de ordenar la matanza en masa en Simele. Insinuó que Faysal era la autoridad que podría haber emitido órdenes para exterminar a los varones asirios. Kanan Makiya, un historiador iraquí de izquierda, presenta las acciones tomadas por los militares como una manifestación de la paranoia nacionalista antiimperialista que culminaría con la llegada al poder de los baazistas en la década de 1960. Fadhil al-Barrak, un historiador baazista iraquí, acredita a Sidqi como el autor de toda la campaña y las masacres subsiguientes. Para él, los hechos eran parte de la historia de Irak antes de la verdadera revolución nacionalista.

### Papel jugado por los británicos
Las relaciones iraquíes y británicas entraron en un breve período de enfriamiento durante y después de la crisis. Los británicos alentaron previamente a los iraquíes a detener al patriarca Shimun para calmar las tensiones. Los británicos también desconfiaban de los líderes militares iraquíes y recomendaron que Sidqi, un general de alto rango de etnia kurda que estaba destinado en Mosul, fuera trasladado a otra región debido a su abierta animosidad hacia los asirios. Más tarde, tuvieron que intervenir para disuadir a Faysal de liderar personalmente una fuerza tribal para castigar a los asirios.
La opinión pública iraquí general, promovida por los periódicos, de que los asirios eran representantes utilizados por los británicos para socavar el reino recién establecido, también fue compartida por algunos altos funcionarios, incluido el primer ministro. Las protestas británicas y europeas que siguieron a la masacre sólo les confirmaron que la "rebelión asiria" fue obra del imperialismo europeo.
Tanto el rey Jorge V del Reino Unido y Cosmo Gordon Lang el obispo de Canterbury tomó un interés personal en el asunto asirio. Los representantes británicos en casa exigieron a Faysal que Sidqi y otros culpables fueran juzgados y castigados. Las masacres fueron vistas en Europa como una jihad contra una pequeña minoría cristiana.
Sin embargo, a largo plazo, los británicos respaldaron a Irak y rechazaron una investigación internacional sobre los asesinatos, temiendo que esto pudiera provocar más masacres contra los cristianos. Tampoco insistieron en castigar a los infractores, que ahora eran vistos como héroes por los iraquíes. La postura oficial británica fue defender al gobierno iraquí por su perseverancia y paciencia al lidiar con la crisis y atribuir las masacres a unidades del ejército rebelde. Un informe sobre la batalla de Dirabun culpa a los asirios, defiende las acciones del ejército iraquí y elogia a Sidqi como un buen oficial.
El cambio de actitud británica hacia los asirios dio lugar a la noción de "traición británica" entre algunos círculos asirios. Una idea que ganó popularidad por primera vez después de 1918, cuando los asirios que estaban concentrados en Urmia no recibieron el alivio británico que condujo a su masacre por parte de los turcos y kurdos y su deportación a Hamadan.

## Impacto cultural y legado

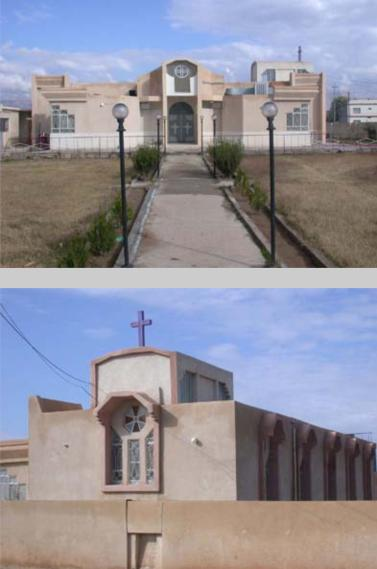
Iglesia de los Mártires: el nombre de la masacre, se encuentra hoy en la ciudad de Simele.

En la comunidad asiria en todo el mundo, el 7 de agosto se conoce oficialmente como el Día de los Mártires Asirios, también conocido como el Día Nacional del Duelo, en memoria de la masacre de Simele, declarada así por la Alianza Universal Asiria en 1970.
En 2004, el gobierno sirio prohibió a una organización política asiria conmemorar el evento y amenazó con arrestarlos si alguno rompía la prohibición.
El artista musical asirio Shlimon Bet Shmuel ha escrito una canción sobre el evento. Una serie de poemas e historias se han escrito sobre el incidente, incluyendo uno por el escritor armenio-estadounidense William Saroyan, titulado "Setenta mil asirios", escrito en 1934;

... Estamos terminados como una carrera, terminamos, todo terminó, ¿por qué debería aprender a leer el idioma (asirio)? No tenemos escritores, no tenemos noticias, bueno, hay una pequeña noticia: de vez en cuando los ingleses animan a los árabes a masacrarnos, eso es todo. Es una vieja historia, lo sabemos todo.

La masacre de Simele fue fundamental en la creación por Raphael Lemkin del concepto de genocidio. En 1933, Lemkin realizó una presentación en la conferencia del Consejo Jurídico de la Sociedad de Naciones sobre derecho penal internacional en Madrid, para la que preparó un ensayo sobre el "Crimen de barbarie" como crimen contra el derecho internacional, el concepto del "crimen de barbarie" evolucionó hacia la idea de genocidio.
Las masacres también tuvieron un profundo impacto en el recién establecido Reino de Irak. Kanan Makiya sostiene que la matanza de asirios trascendió las barreras tribales, religiosas, ideológicas y étnicas como los árabes sunitas, los árabes chiitas, los kurdos sunitas, los turcomanos sunitas, los turcomanos chiitas y los yazidis. Monárquicos, islamistas, nacionalistas, realistas, conservadores, izquierdistas, federalistas y tribales estaban unidos en sus sentimientos antiasirios y anticristianos. Según él, el pogromo fue "la primera expresión genuina de independencia nacional en una antigua provincia árabe del Imperio otomano" y que la matanza de cristianos asirios se consideraba un deber nacional.
Los británicos apoyaron firmemente a los líderes de su antigua colonia durante la crisis, a pesar de la animosidad popular hacia ellos. El general de brigada E.H. Headlam de la misión militar británica en Bagdad fue citado diciendo que "el gobierno y el pueblo tienen buenas razones para estar agradecidos al coronel Bakr Sidqi".